# 蒙卢伊
蒙卢伊（法語：Montlouis，法語發音：[mɔ̃lwi]）是法国谢尔省的一个市镇，位于该省西南部，属于圣阿芒蒙龙区。

## 地理
蒙卢伊（46°48'51"N, 2°14'25"E）面积18.98 平方千米，位于法国中央-卢瓦尔河谷大区谢尔省，该省份为法国中部省份，北起卢瓦雷省，西接卢瓦-谢尔省和安德尔省，南至克勒兹省，东南接阿列省，东临涅夫勒省。
与蒙卢伊接壤的市镇（或旧市镇、城区）包括：拉塞勒孔代、伊讷伊、利涅尔、圣桑福里安、沃内姆、维勒瑟兰。
蒙卢伊的时区为UTC+01:00、UTC+02:00（夏令时）。

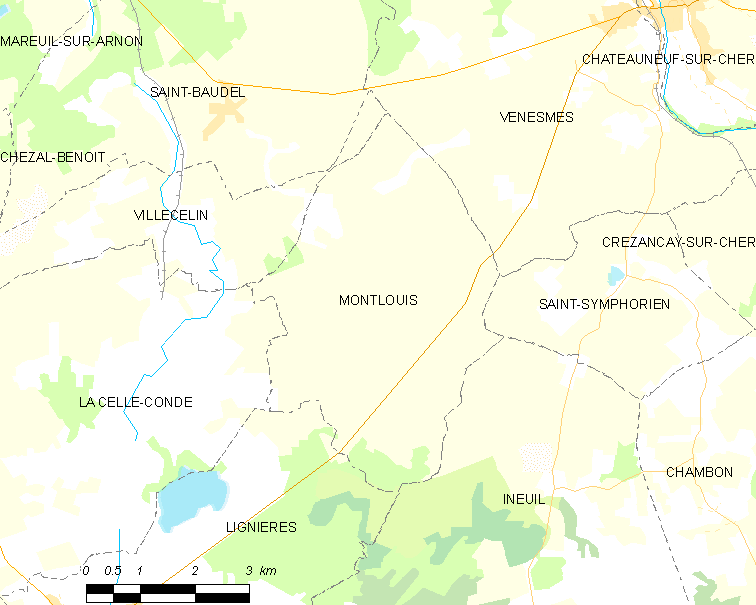
蒙卢伊的OSM定位图

## 行政
蒙卢伊的邮政编码为18160，INSEE市镇编码为18152。

## 政治
蒙卢伊所属的省级选区为沙托梅扬县。

## 人口

1962-2008年间蒙卢伊人口变化图示

蒙卢伊于2022年1月1日时的人口数量为110人。